# Елітний (Новосибірська область)
Елітний (рос. Элитный) — селище у Новосибірському районі Новосибірської області Російської Федерації.
Входить до складу муніципального утворення Мічурінська сільрада. Населення становить 1572 особи (2010).

## Історія
Згідно із законом від 2 червня 2004 року органом місцевого самоврядування є Мічурінська сільрада.

## Населення
| 2002 | 2007 | 2010  |
| ---- | ---- | ----- |
| 827  | ↗986 | ↗1572 |